# Guitalens
Guitalens – miejscowość i gmina we Francji, w regionie Oksytania, w departamencie Tarn.
Według danych na rok 1990 gminę zamieszkiwało 299 osób, a gęstość zaludnienia wynosiła 53 osób/km² (wśród 3020 gmin regionu Midi-Pireneje Guitalens plasuje się na 768. miejscu pod względem liczby ludności, natomiast pod względem powierzchni na miejscu 1439.).